# Śmierć pana Lăzărescu
Śmierć pana Lăzărescu (rum. Moartea domnului Lăzărescu) – rumuńska czarna komedia z 2005 r. w reżyserii Cristiego Puiu. Film został wyselekcjonowany jako oficjalny kandydat Rumunii do Oscara dla najlepszego filmu nieanglojęzycznego podczas 78. ceremonii wręczenia Oscarów, ale nie uzyskał nominacji.

## Opis fabuły
Emerytowany inżynier Remus Lăzărescu mieszka wraz z trzema kotami w małym mieszkaniu w Bukareszcie. Jest wdowcem od ośmiu lat, a jego jedyna córka mieszka w Toronto. Nagły atak bólu powoduje, że Lăzărescu wzywa pogotowie. Kiedy uświadamia sobie, że karetka do niego nie przyjedzie, szuka pomocy u sąsiadów. Bezradni sąsiedzi próbują mu pomóc aplikując lekarstwa, które posiadają. Wreszcie udaje im się wezwać pogotowie do chorego. W karetce Lăzărescu rozpoczyna wędrówkę po szpitalach Bukaresztu. W kolejnych trzech lekarze stwierdzają, że stan chorego jest poważny, wymaga operacji, ale ta musi być przeprowadzona w innym szpitalu. Dopiero w czwartym szpitalu lekarz decyduje się na dokonanie zabiegu.

## Obsada
- Ion Fiscuteanu jako pan Lăzărescu
- Luminița Gheorghiu jako Mioara Avram
- Monica Barladeanu jako Mariana
- Alina Berzunteanu jako dr Zamfir
- Doru Ana jako Sandu Sterian
- Dana Dogaru jako Mihaela Sterian
- Mimi Brănescu jako dr Mirica
- Dragoș Bucur jako Misu
- Robert Bumbes jako Robert
- Mirela Cioabă jako Marioara
- Simona Popescu jako asystentka w Szpitalu Bagdasar
- Florin Zamfirescu jako dr Ardelean
- Șerban Pavlu jako Gelu
- Adrian Titieni jako dr Dragoș Popescu
- Bogdan Dumitrache jako lekarz Szpitala Św. Spiridona
- Gabriel Spahiu jako Leo
- Dorian Boguta jako ratownik medyczny

i inni

## Nagrody i nominacje
Międzynarodowy Festiwal Filmowy w Bratysławie
- Nagroda jury ekumenicznego

Międzynarodowy Festiwal Filmowy w Chicago
- Silver Hugo dla najlepszego filmu

Międzynarodowy Festiwal Filmowy Transylvania w Klużu
- Nagroda publiczności

Międzynarodowy Festiwal Filmowy w Kopenhadze
- Grand Prix dla najlepszego filmu

Międzynarodowy Festiwal Filmowy w Reykjaviku
- Nagroda Odkrycie Roku